# دار غاي
دار غاي (بالأوكرانية: Дар Гай) هي مخرجة وكاتبة سيناريو ومنتجة أوكرانية تُقيم في الهند. اشتهرت بعملها في أفلام «تين أور آدها» و«نامديف باو: بحثًا عن الصمت».

## حياتها المبكرة
ولدت دار في كييف، أوكرانيا. وهي حاصلة على درجتي بكالوريوس الفنون الجميلة وماجستير في الفنون الجميلة في الفلسفة مع تخصص ثانوي في السينما والمسرح من أكاديمية كييف موهيلا. في وقت لاحق، دُعيّت إلى الهند لإخراج مسرحيات في مدرسة سينديا في غاليور. كما درسّت كتابة السيناريو وتقييم الأفلام في معهد ويسلينغ وودز الدولي في مومباي.

## أفلامها
| السنة | الفيلم                    | المخرجة | كاتبة السيناريو | المنتجة |
| ----- | ------------------------- | ------- | --------------- | ------- |
| 2018  | تين أور آدها              | نعم     | نعم             | نعم     |
| 2018  | نامديف باو: بحثا عن الصمت | نعم     | نعم             | نعم     |

## وصلات خارجية
- دار غاي في قاعدة بيانات الأفلام على الإنترنت